# Rawa Blues Festival

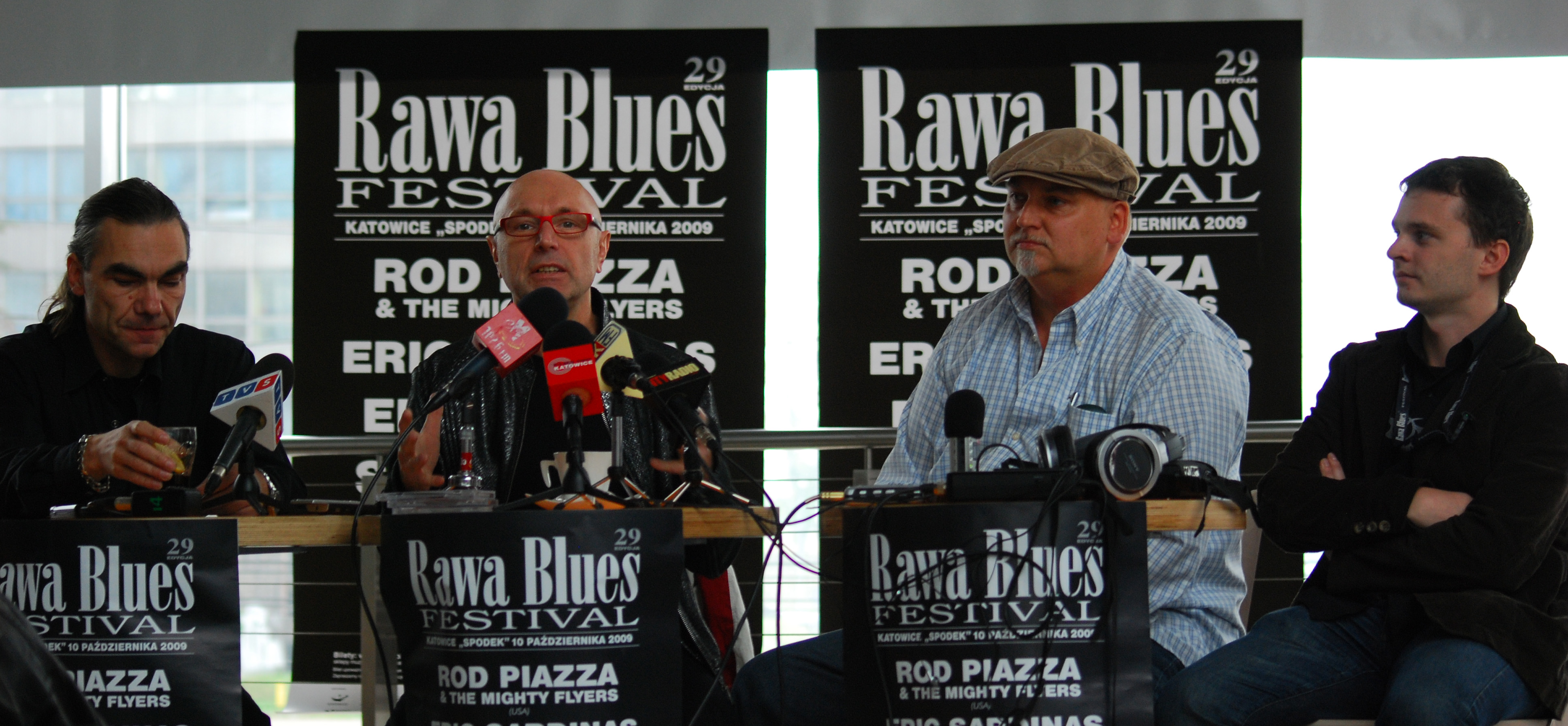
Organizatorzy Rawa Blues Festival podczas konferencji prasowej 06.10.2009

Rawa Blues Festival – największy i jeden z najstarszych w Polsce, jeden z największych na świecie, festiwal muzyki bluesowej. Od początku organizowany w Katowicach w hali widowiskowo-sportowej – Spodek. Nazwa festiwalu pochodzi od katowickiej rzeki Rawy. Twórcą i organizatorem festiwalu jest Ireneusz Dudek – polski muzyk bluesowy.

## Historia
Pierwsza edycja festiwalu odbyła się na przełomie kwietnia i maja 1981. Podczas I Ogólnopolskich Spotkań z Bluesem Rawa Blues, bo taką wtedy nosił nazwę ten festiwal, organizowano imprezy w śląskich klubach: Akant, Kwadraty, Medyk, Puls i Wahadło, a na scenie znaleźli się m.in. Elżbieta Mielczarek, Paweł Ostafil, Dżem i Easy Rider. Organizatorami festiwalu było Zrzeszenie Studentów Polskich, Śląski Jazz Club oraz Wydział Kultury i Sztuki Urzędu Wojewódzkiego w Katowicach. Przez kolejne lata, również w stanie wojennym, na scenach pojawiali się wszyscy najważniejsi polscy wykonawcy bluesa.
Do 1991 lokalny festiwal bluesowej muzyki głównie krajowych zespołów. Od 1992 festiwal zyskał miano międzynarodowego dzięki staraniom twórcy festiwalu prezentując liczących się wykonawców zagranicznych. Koncerty w hali Spodka w 1992 roku zgromadziły około 10 000 słuchaczy, a od tego czasu na festiwalu regularnie można spotkać gwiazdy światowego bluesa.

## Nagroda „Keeping the Blues Alive”
Rawa Blues Festival został laureatem nagrody „Keeping the Blues Alive 2012” przyznawanej przez amerykańską organizację Blues Foundation. Listę laureatów ogłoszono 1 listopada 2011, a statuetka została odebrana przez Ireneusza Dudka w Memphis 4 lutego 2012.

## Formuła festiwalu
Tradycyjnie festiwal rozpoczyna się występami na tzw. „małej scenie” odbywającymi się w hallu Spodka. Ta część festiwalu ma charakter konkursowy i biorą w niej udział wykonawcy wyłonieni wcześniej przez Radę Artystyczną festiwalu w drodze rekrutacji. Konkurs na małej scenie prowadzony jest przez Marka Jakubowskiego. Po jego zakończeniu publiczność wybiera najlepszego spośród wykonawców. Nagrodą jest występ na „dużej scenie”, wśród gwiazd festiwalu. Koncert na głównej scenie prowadzony jest najczęściej przez Jana Chojnackiego, w przeszłości festiwal prowadził również Janusz Kosiński.
Podczas każdej edycji festiwalu na scenie pojawia się również jego twórca i organizator, Irek Dudek, który z tej okazji przygotowuje każdorazowo specjalny koncert, występując z różnymi muzykami. W ostatnich latach zagrał m.in. z gitarzystą Jamesem Blood Ulmerem (2013), z big-bandem (2012), a także zaprezentował materiał ze swoich płyt: solowej Dudek Bluesy (2010) i nagranej razem z grupą Shakin’ Dudi ...bo ładnym zawsze lżej... (2011).
Począwszy od 27. edycji festiwalu, równolegle do występów na dużej scenie, w hallu Spodka odbywają się imprezy określane ogólnym mianem „Tygla Kulturalnego”, w ramach których ma miejsce m.in. happening malarski i wystawa prac studentów katowickiej Akademii Sztuk Pięknych oraz Kawiarenka poetycka.
Również po zakończeniu koncertu w Spodku, na terenie Katowic odbywają się imprezy towarzyszące festiwalowi, takie jak jam sessions w klubach muzycznych, czy pokazy filmów o tematyce bluesowej przygotowane we współpracy z Ambasadą Stanów Zjednoczonych i Centrum Sztuki Filmowej.
Od 36 edycji Rawa Blues Festival trwa dwa dni – festiwal rozpoczyna koncert w sali NOSPR w Katowicach.

## Edycje festiwalu[3]
42. Rawa Blues Festival – 7 października 2023

Blood Brothers (Mike Zito oraz Albert Castiglia), Mr. Sipp, Charlie Parr, Shakin' Dudi, The Commoners, Grzegorz Kapołka Quartet z gościnnym udziałem Romana „Pazura” Wojciechowskiego, J.J. Band,  Boogie Mama

41. Rawa Blues Festival – 7 października 2023

The Troy Redfern Band, Albert Cummings, Philip Sayce, Altered Five Blues Band, Shakin' Dudi, Restless, Boogie boys, Blueset, Robert Kordylewski, Teksasy & Wojtek Cugowski
40. Rawa Blues Festival – 8 października 2022
Macy Gray, Chris Cain, Kris Barras Band, Mike Zito, Irek Dudek Big Band, Sławek Wierzcholski i Nocna Zmiana Bluesa, Magda Magic Piskorczyk, Free Blues Band, Familok, Lublin Street Band, Tony Big Mouth Pearson

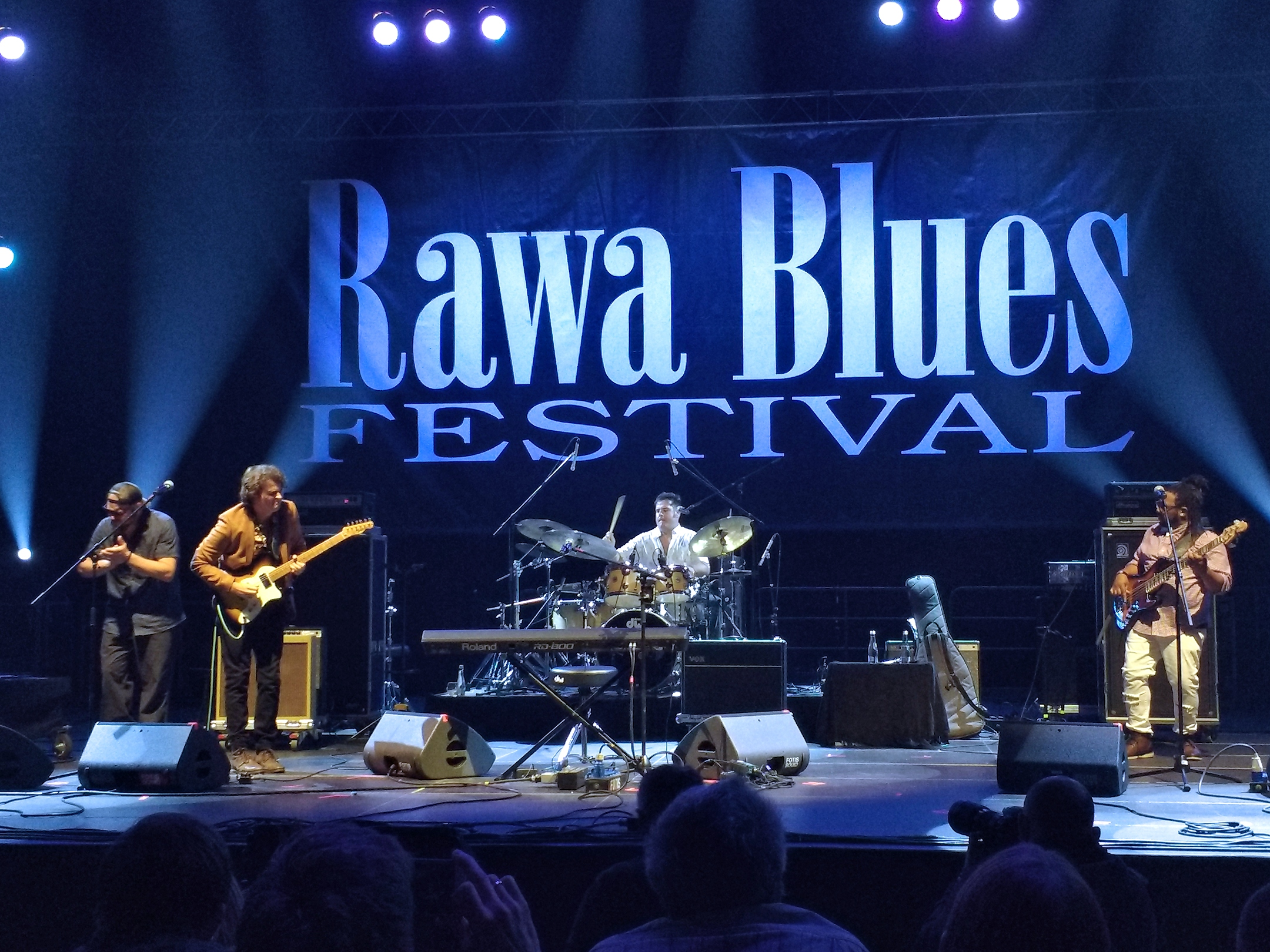
Victor Wainwright and the Train w 2019

Rawa Blues Silesian Sound - 9 października 2021
(edycja specjalna)
SBB, Dżem, Dudek Big Band, Krzak Legacy, Kapołka Trio, Marek Makaron Motyka

39. Rawa Blues Festival – 11-12 października 2019
Rick Estrin & The Nightcats, Irek Dudek, Hannah Wicklund and the Steppin' Stones, James Blood Ulmer Memphis Blood Band & Vernon Reid, Victor Wainwright & The Train, The Daniel Castro Band, Lindsay Beaver
38. Rawa Blues Festival – 28-29 września 2018
Marcia Ball, Martin Harley & Daniel Kimbro, The Robert Cray Band, Dudek Big Band, Tinsley Ellis, Laura Cox Band, Wild Meg & The Mellow Cats, Cotton Wing, Makar & Children of the Corn, Kraków Street Band, Wicked Heads, Blackberry Brothers, Black Pin, Blues Drawers, Blueshift, Herkonen, KSW 4 BLUES, My z Delty, Teksasy
37. Rawa Blues Festival – 28-30 września 2017
Irek Dudek Big Band, Eden Brent, Marcus King Band, Sonny Landreth, Tim Woodson & The Heirs of Harmon, Kris Barras, Band, Sobo Blues Band, Grzegorz Kapołka Trio, Pola Chobot & Adam Baran, Wes Gałczyński & Power Train, Two Timer, Rockomotive, Blackberry Brothers, Hubert Szczęsny i Nie Strzelać do Pianisty, Adam Bartoś, Tandeta Blues Band, HoldBlues, Forsal
36. Rawa Blues Festival – 30 września-1 października 2016
Keb' Mo' & Narodowa Orkiestra Symfoniczna Polskiego Radia, Corey Harris Solo, JJ Grey & Mofro, Shemekia Copeland, Albert Lee, Toronzo Cannon, Shakin' Dudi, Dżem, Krzysztof Głuch Oscillate, Janusz Hryniewicz, Joe Colombo feat. Kasia Skoczek, Cheap Tobacco, Hot Tamales, F*ck The People, Pokój Numer 3, Levi, Black Job, Black Bee, Blues Drawers, Elephant's Escape, Forsal, Jurajski Oddział Bluesowy
35. Rawa Blues Festival – 3 października 2015
Elvin Bishop, Bettye LaVette, Irek Dudek, Jarekus Singleton, Selwyn Birchwood, Sławek Wierzcholski & Nocna Zmiana, Boogie Boys, Romek Puchowski, Wielka Łódź, Blues Junkers, Wes Gałczyński & Power Train, Acustic, Droga Ewakuacyjna, Joanna Knitter Blues & Folk Connection, Manfredi & Johnson, Sex Machine Band
34. Rawa Blues Festival – 10 października 2014
Cotton Wing, Cree, Eric Bibb, Fingerstyle Bob & The Blues Society, Fox Street All Stars, Grzegorz Kapołka Trio, Instant Blues, Irek Dudek Symphonic Blues, Jaw Raw, Jerry's Fingers, Paweł Szymański, NOSPR w Katowicach, Robert Randolph & The Family Band, Shawn Holt And The Teardrops, SKL Blues, The Blind Boys Of Alabama, The Plants
33. Rawa Blues Festival – 5 października 2013
Keb’ Mo’ Band, Otis Taylor Band, James Blood Ulmer & Irek Dudek Duo, Heritage Blues Orchestra, Ruthie Foster, The Stone Foxes, The Jan Gałach Band, HooDoo Band, 2 Late, Marek Tymkoff Trio
32. Rawa Blues Festival – 6 października 2012
Tha Robert Cray Band, Eric Sardinas & The Big Motor, Irek Dudek Big Band, The Reverend Peyton's Big Damn Band, Davina & The Vagabonds, Roomful of Blues, Union of Blues, Dr. Blues & Soul Re Vision, Harmonijkowy Atak, Heron Band, Around The Blues
31. Rawa Blues Festival – 8 października 2011
Marcia Ball, C.J. Chenier & Red Hot Louisiana, Corey Harris, Lil' Ed Williams, Shakin’ Dudi, Johnny Coyote, Hilary Thavis, Romek Puchowski, The Moongang, Bartek Przytuła & Silesian Little Band, RawaBluesBand
30. Rawa Blues Festival – 10 października 2010
James Blood Ulmer & Vernon Reid, Nora Jean Bruso, Rick Estrin & The Nightcats with Charlie Baty, Shakin’ Dudi, Jazz Sphere, Zgredybillies, Why Ducky?, The Plants, The River, Break Maszyna, Przytuła & Kruk, Jaw Raw, St. James Hotel, Marek Makaron Trio feat. Minix, Bogdan Szweda & Easy Rider, Boogie Chilli

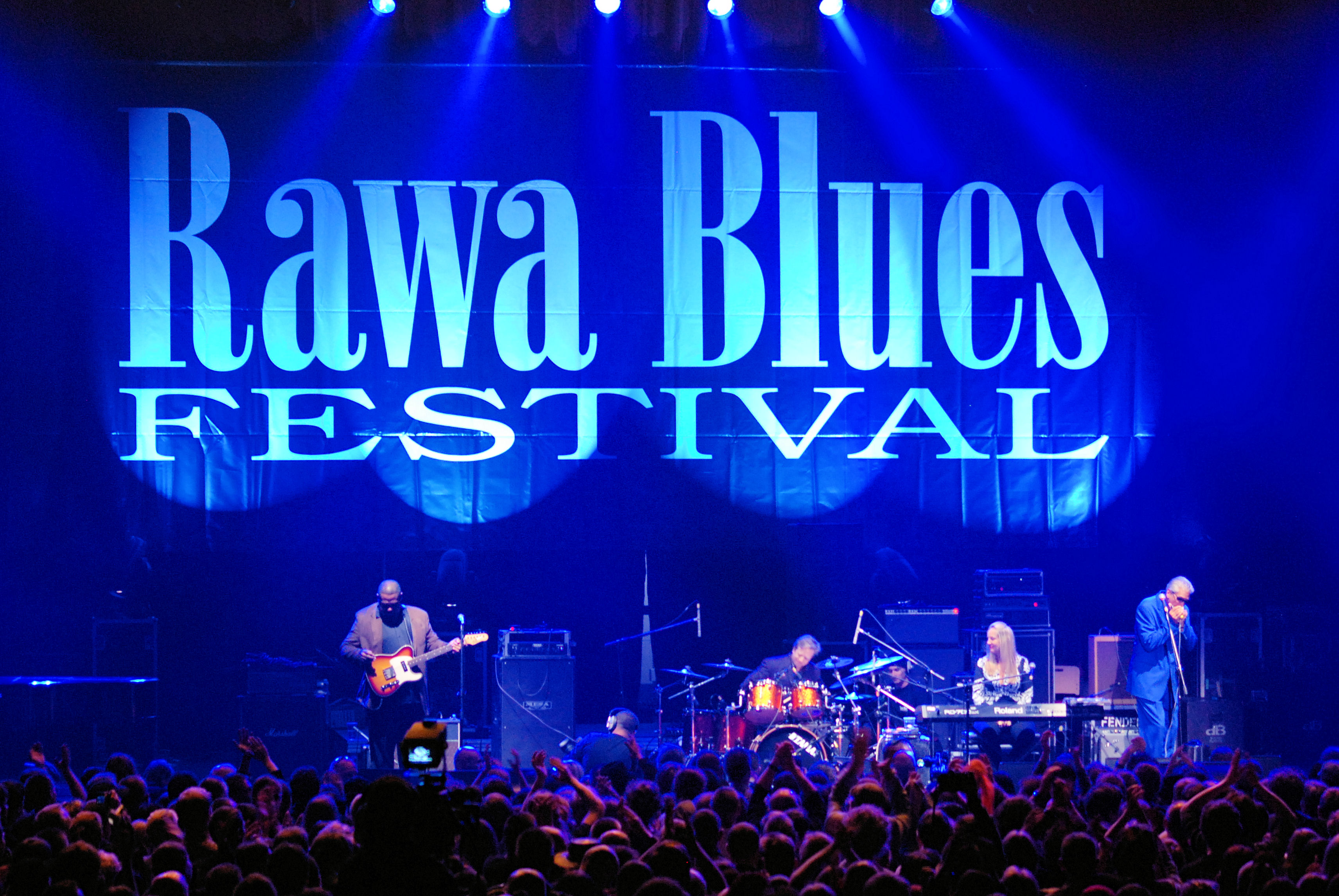
Rod Piazza & The Mighty Flyers

29. Rawa Blues Festival – 10 października 2009
Rod Piazza & The Mighty Flyers, Eric Sardinas, Eden Brent, Shakin’ Dudi, HooDoo Band, The Moongang, J.J. Band, Paweł Szymański, Grzegorz Kapołka, Karolina Cygonek, L.R.Phoenix and Mr. Mo’Hell z Finlandii, BandaBand, Śląskie Ministerstwo Blues’a, Przytuła & Kruk, Gosia Werbińska i Błażej Pawlina, Droga Ewakuacyjna, Old Wave, Southern Cross i Doktor Blues.
28. Rawa Blues Festival – 4 października 2008
Duża scena: Debbie Davies, Seth Walker, Samuel James, Shakin’ Dudi, The California Honeydrops, Schau Pau Acoustic Blues, 3 Ptaszki, Kulisz Trio, Marek „Makaron” Trio, Puste Biuro i Teksasy.
Mała scena: Band Bong! Blues, Blues Maszyna, Jazz Sphere, Jąkpa Blues Band, Joanna Pilarska, The Jet-Sons i Wielebny Blues Band.

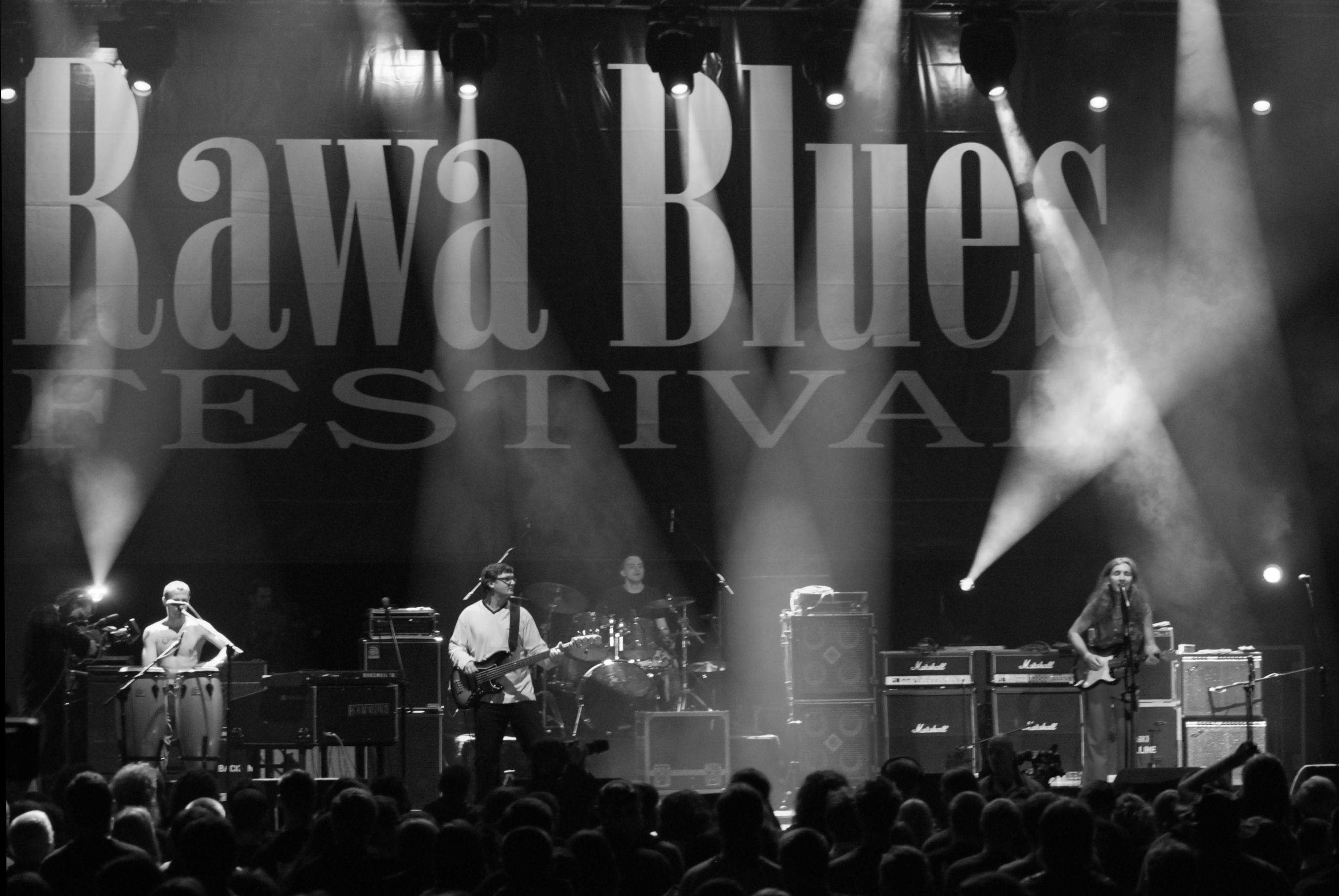
Wojciech Klich

27. Rawa Blues Festival – 6 października 2007
Janiva Magness, Asylum Street Spankers, Storm Warning, Big Fat Mama, Boogie Chilli, Clezmer's, Limbo, Sławomir Wierzcholski, Terraplane, Wojtek Klich (DS) oraz Clezmer's, Krakowska Grupa Bluesowa, Marek Motyka, Mizia & Mizia Blues Band, Puste Biuro, Zbig-Band i 2 Late (MS).
26. Rawa Blues Festival – 11 października 2006
Roy Rogers & The Delta Rhythm Kings, Nora Jean Bruso, Paul Geremia, Irek Dudek, Blues Doctors, Teenage Beat, Ości, Ścigani, Karolina Cygonek & ToMi Blues Kapela, Devil Blues, Teksasy, Styropian Blues, Pink Elephant, Mizia & Mizia Blues Band, Easy Street i Adam Coolish & Michał Kielak, Break Maszyna.
25. Rawa Blues Festival – 8 października 2005
James Blood Ulmer & Vernon Reid, Guitar Shorty, Irek Dudek Big Band, Sławomir Wierzcholski, Sebastian Riedel & Cree, Arek Korolik, Riders, Blues Flowers, Magda Piskorczyk i Easy Rider.
24. Rawa Blues Festival
Little Charlie & the Nightcats, Deborah Coleman, Eddie Clearwater, Shakin’ Dudi, Lester Kidson, Coolish Blues Session, Tipsy Drivers, Terraplane, J.J. Band, Free Blues Band i Paweł Szymański.
23. Rawa Blues Festival
Michael Burks, Jody Williams, Rory Block, Irek Dudek, Tadeusz Nalepa, J.J. Band, Formacja Fru, Kłusem z Blusem, Seven B, Riders, Magda Piskorczyk i Patchwork.